# Tatort: Leben Tod Ekstase
Tatort: Leben Tod Ekstase ist ein Fernsehfilm aus der Krimireihe Tatort. Der vom Hessischen Rundfunk produzierte Beitrag ist die 1213. Tatort-Episode. Erstmals ausgestrahlt wurde die Folge am 16. Oktober 2022 im SRF, im ORF und im Programm der ARD Das Erste, nachdem sie zuvor auf dem  Filmfest Oldenburg Premiere gefeiert hatte. Das Frankfurter Ermittlerduo Janneke und Brix, verkörpert von Margarita Broich und Wolfram Koch, ermittelt in seinem 16. Fall und sieht sich mit dem Tod von sechs Menschen konfrontiert, die während einer Psycholyse-Sitzung ums Leben kamen. 
Die Haupt-Gaststars dieser Folge sind Aenne Schwarz, Pit Bukowski, Frederik von Lüttichau, Zazie de Paris, Isaak Dentler, Uisenma Borchu und Doğuhan Kabadayı.

## Handlung
Bei einer Psycholyse-Sitzung in der Villa des umstrittenen Psychotherapeuten Dr. Adrian Goser kommen alle sechs Teilnehmer durch eine eingenommene Droge ums Leben. Goser wird als Leiter der Sitzung in Untersuchungshaft genommen. Die Kriminalhauptkommissare Anna Janneke und Paul Brix erfahren, dass Ellen Jensen, eine frühere Patientin von Goser, vermisst wird.
Janneke und Brix führen zusammen mit Goser und seiner Anwältin und Freundin Isabelle von Kanis eine Tatortbegehung in Gosers Villa durch. Erinnerungen an Ellen Jensens erste Psycholyse-Sitzung tauchen auf, in der sie ihre Erfahrungen bei einer Entführung zu verarbeiten sucht. Ellen schnupft nach der Sitzung Kokain und freundet sich mit Syd an, einem ehemaligen Bundeswehrsoldaten mit traumatischen Kampf-Erfahrungen, und will mit ihm ein Kunstprojekt in der Toskana durchführen. Bei der letzten Party im Park erlebt Ellen unter Kokain-Einfluss den Alptraum einer Entführung und wird von Goser allein gelassen.
Während der Tatortbegehung ermordet ein maskierter Einzelkämpfer den jungen Polizeibeamten, der die Villa von außen bewacht. Danach erschießt er Isabelle von Kanis mit einem Sturmgewehr durchs Fenster. Die Polizisten können keine Verstärkung anfordern, da alle Telefone durch einen Störsender ausgeschaltet wurden. Der Unbekannte dringt mit seinem Sturmgewehr in die Villa ein und tötet dort den zweiten Polizeibeamten.
Goser erzählt Janneke, dass auch der psychisch angeschlagene Musiker John in der Villa wohnt, zu dem er eine große Nähe spürt. Unterdessen schlägt John Brix im Keller nieder und schließt ihn in seinem Tonstudio ein. Der Bewaffnete – es ist der traumatisierte Soldat Syd – entwaffnet Janneke und will Goser mit einer Drogenspritze umbringen, weil er ihn für Ellens Tod nach dem Kokain-Alptraum verantwortlich macht. Brix, der sich inzwischen befreien konnte, und Janneke können Syd entwaffnen und fesseln. In Rückblenden wird gezeigt, dass er auch die Drogen für die tödliche Psycholysesitzung präpariert hat. Während alle versuchen, aus dem von John verbarrikadierten Haus zu entkommen, kann Syd sich befreien. Er will Goser zwingen, sich eine Drogenspritze zu injizieren, indem er John einen Schraubendreher an den Hals setzt und droht, ihn zu töten. Da erzählt John, dass Ellen später noch eine Überdosis Kokain inhaliert hat und erst daran gestorben ist, während John die „Pfeife des Todes“ geblasen hat. Um Goser zu retten, ergreift John die Hand Syds mit dem Schraubendreher und rammt ihn sich selbst in den Hals. Im darauf folgenden Verfolgungskampf setzt Syd auch Krähenfüße ein, auf die Brix prompt tritt, wobei er seine Waffe verliert. Brix sieht nun nur noch eine Möglichkeit, um dem allen ein Ende zu machen, er greift nach dem Walpenis vom Kaminsims und rammt ihn Syd in den Leib. Dabei stürzt Syd von der Brüstung und bleibt leblos auf dem Boden liegen.

## Produktion

### Dreharbeiten
Der Film wurde vom 21. Juni bis zum 23. Juli 2021 in Frankfurt a. M. und Umgebung gedreht.

### Soundtrack
- Lost in Love – Demis Roussos & Florence Warner
- It’ Five O’Clock – Aphrodite’s Child
- Now you’re all alone / Hear my Prayer, O Lord – David Alexander Hess
- Douce France – Charles Trenet

### Trivia
Margarita Broich und Martin Wuttke waren bis 2018 ein Paar.

## Rezeption

### Einschaltquote
Bei der Erstausstrahlung von Tatort: Leben Tod Ekstase am 16. Oktober 2022 verfolgten in Deutschland insgesamt 6,43 Millionen Zuschauer die Filmhandlung, was einem Marktanteil von 21,8 Prozent für Das Erste entsprach. In der als Hauptzielgruppe für Fernsehwerbung deklarierten Altersgruppe von 14–49 Jahren erreichte Leben Tod Ekstase 1,42 Millionen Zuschauer und damit einen Marktanteil von 19,4 Prozent in dieser Altersgruppe.

### Kritik
Der Kritiker Christian Buß befasste sich im Spiegel mit dem Film, dem er wenig abgewinnen konnte: „Wie in der Filmhandlung der befreiende Trip in den Horror kippt, so schlägt die Inszenierung von der heiteren Drogenreflexion in eine völlig aus dem Ruder laufende Groteske um. Die lächerlichen Twists in der Handlung und das zeitweise Chargieren der Darsteller lassen einen am Ende erschöpft und ratlos zurück. Aber vielleicht haben wir einfach nicht die richtigen Drogen genommen.“
Claudia Tieschky rezensierte den Film in der Süddeutschen Zeitung und meinte, Wuttke „mach[e] die Episode unvergesslich und Guru Goser zu einer großen gescheiterten Diva – müde, seelenvoll, angeekelt, verspielt – reines Theater.“ Eine gute Stunde lang sei die Tatortfolge „richtig toll“ werde dann jedoch „irgendwie immer länger“. Zum Ende hin wünsche man sich „schon nur noch, dass der verlaufene Showdown überwunden wäre. Daheim würde der Mann auf dem Sofa sagen: 70 Minuten Zucker, 20 Minuten Frankfurt gegen Bochum“.
Thomas Gehringer gab dem Film auf der Seite tittelbach.tv fünf von sechs möglichen Sternen und meinte, „der Hessisches Rundfunk bestätig[e] seinen Ruf als schrägster ‚Tatort‘-Lieferant“. Weiter führte der Kritiker aus: „Farbenprächtige, fantasievolle, dem Thema entsprechende Optik, ein Martin Wuttke in Hochform, eine mit Zitaten und komischen Details angereicherte Handlung und auch eine musikalisch hörenswerte Reise ins wolkige Reich der Psycholyse. Ein buchstäblich berauschendes ‚Tatort‘-Debüt von Regisseur und Drehbuch-Koautor Nikias Chryssos.“ In dem ganzen Chaos sei es „vielleicht ganz gut, dass Janneke & Brix, überzeugend und souverän gespielt von Margarita Broich und Wolfram Koch, inmitten des Wahnsinns die Ruhe bewahren“ würden.
Oliver Armknecht von film-rezensionen stellte in den Raum, dass die Tatort-Folgen in diesem Jahr „ein bisschen stärker darauf zu achten“ schienen, „passend zu Halloween Filme für ein horroraffines Publikum bereitzustellen“. Der 1213 Fall der ARD-Krimireihe gehe dabei „durchaus mit Humor an die Sache“ heran. Der Film sei „gerade auch audiovisuell fesselnd, selbst wenn jetzt schon klar“ sei, „dass ein Teil des Publikums mit der experimentellen Art wenig“ werde „anfangen können“. Armknecht bewertete den Film mit sieben von zehn möglichen Punkten und zog das Fazit: „‚Tatort: Leben Tod Ekstase‘ ist ein interessanter Teil, wenn der Tod von sechs Menschen geklärt werden muss, die bei einer drogenunterstützten Psychositzung gestorben sind. Der Krimi an sich wird dabei jedoch zur Nebensache. Stattdessen ist der Film selbst wie ein Trip, der in die Abgründe der Menschen führt, wo Humor und Horror eng beieinander sind.“
Zusammenfassend kann man feststellen, dass die Pressestimmen geteilte Meinungen ausdrückten. So stellte die Neue Zürcher Zeitung die Frage, „ob beim Entwickeln dieses Tatorts vielleicht bewusstseinserweiternde Substanzen im Spiel“ gewesen seien? „Von einem guten Stoff“ könne „jedenfalls in keiner Hinsicht die Rede sein“. TV Spielfilm stellte fest: „Erst entrückt, dann handfest: psychedelischer Racherausch.“ In der Berliner Zeitung war zu lesen: „Nikias Chryssos (Autor) und Michael Comtesse (Co-Autor und Regisseur) verbinden (...) spielerisch Spannung und Humor.“ Die Rheinische Post lobte erst, um dann den Fortgang der Geschichte kritisch zu sehen: „Janneke und Brix treffen auf einen durchgeknallten Psychiater. Der wird wahnsinnig gut gespielt von Martin Wuttke, und überhaupt ist alles angerichtet für ein Fernseh-Fest. Dann geht es steil bergab.“ Für n-tv war dieser Tatort einer, „der die Gemüter spalten“ werde, „dass es nur so krach[e]“ und hängte dann das Bonmot an: „Für jedes ‚Und dafür zahle ich GEZ‘ einen Euro und man könnte sich die Villa aus dem Film kaufen.“ Im Stern war zu lesen: „Rauschhaftes Kammerspiel mit einem herausragenden Martin Wuttke.“